# Begeraburappu
Begeraburappu (auch: Enebōn Island, Enibuni, Enibuni-tō, Ailing Jappel, ANTHONY WW2, Abk.: USAKA) ist eine winzige Insel des Kwajalein-Atolls in der Ralik-Kette im ozeanischen Staat der Marshallinseln (RMI).

## Geographie
Das Motu liegt ca. 2,5 km südlich des Nordzipfels des Atolls bei Roi-Namur zwischen Enubirr und Obella.

## Klima
Das Klima ist tropisch heiß, wird jedoch von ständig wehenden Winden gemäßigt. Ebenso wie die anderen Orte der Kwajalein-Gruppe wird Begeraburappu gelegentlich von Zyklonen heimgesucht.